# (5592) Oshima
(5592) Oshima es un asteroide perteneciente al cinturón de asteroides descubierto el 14 de noviembre de 1990 por Kenzo Suzuki y el también astrónomo Takeshi Urata desde el Toyota Observatory, Japón.

## Designación y nombre
Designado provisionalmente como 1990 VB4. Fue nombrado Oshima en honor a Yoshiaki Oshima, descubridor del planeta menor tipo Apolo 1988 XB y varios planetas menores. Contribuyó al desarrollo de la instrumentación en el Observatorio Nihondaira.

## Características orbitales
Oshima está situado a una distancia media del Sol de 3,172 ua, pudiendo alejarse hasta 3,384 ua y acercarse hasta 2,960 ua. Su excentricidad es 0,066 y la inclinación orbital 8,493 grados. Emplea 2064,24 días en completar una órbita alrededor del Sol.

## Características físicas
La magnitud absoluta de Oshima es 11,9. Tiene 22,657 km de diámetro y su albedo se estima en 0,076. 